# Évriguet
Évriguet [evʁigɛ] est une commune française, située dans le département du Morbihan en région Bretagne.

## Géographie
Évriguet est traversée par la D 2 et se situe entre les communes de La Trinité-Porhoët et de Saint-Brieuc-de-Mauron.

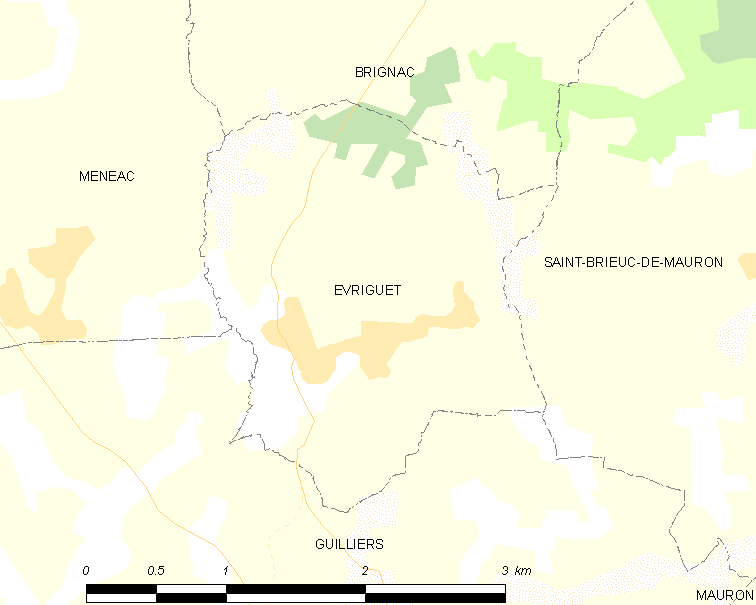
Carte de la commune.

|        | Brignac   |                        |
| Ménéac | Évriguet  | Saint-Brieuc-de-Mauron |
|        | Guilliers |                        |

### Hydrographie
Pour un article plus général, voir Réseau hydrographique du Morbihan.
La commune est située dans le bassin Loire-Bretagne. Elle est drainée par le Léverin, le Camet et divers autres petits cours d'eau,.
Le Léverin, d'une longueur de 27 km, prend sa source dans la commune de Ménéac et se jette  dans le Ninian à Helléan, après avoir traversé sept communes. 

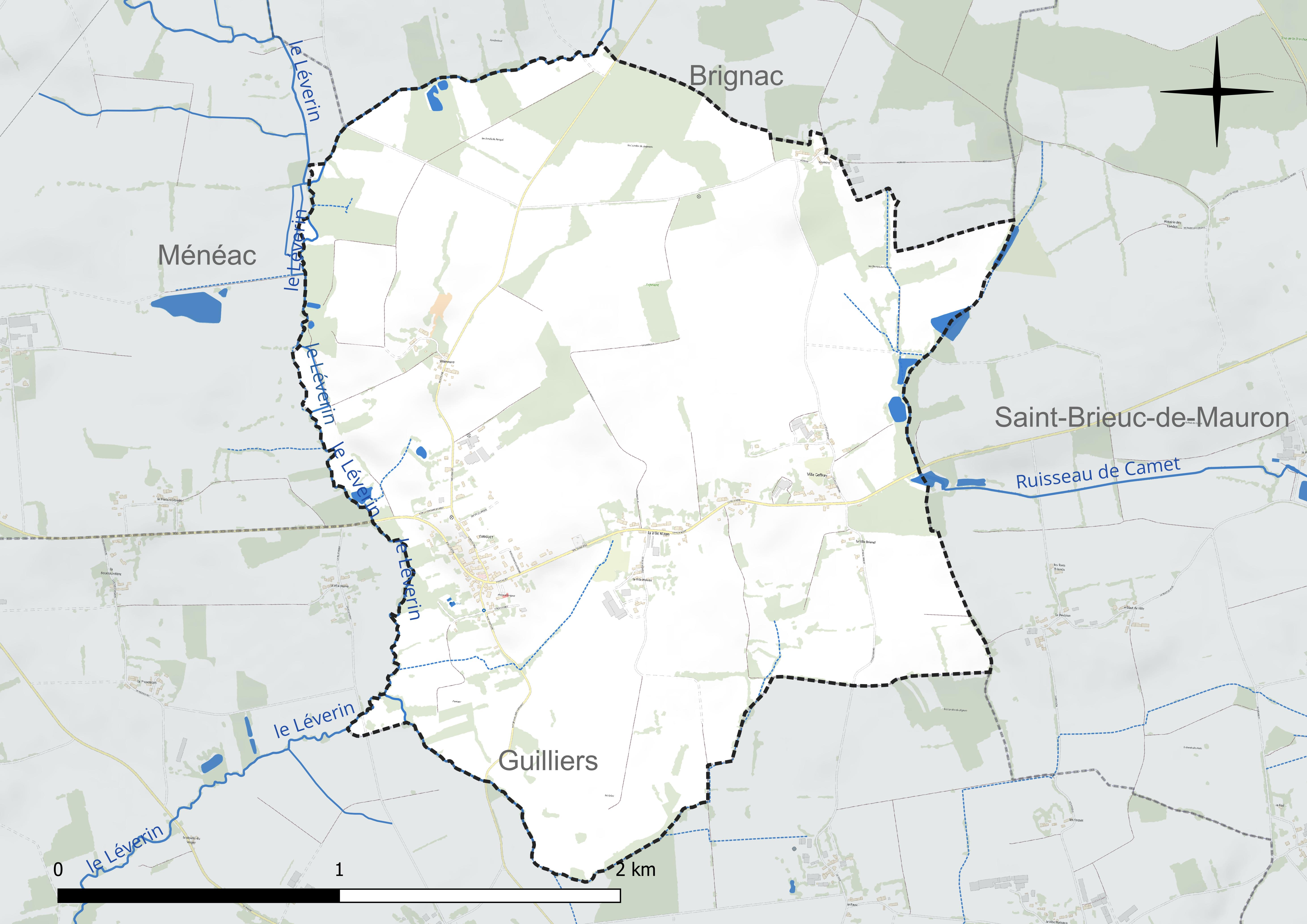
Réseau hydrographique d'Évriguet.

### Climat
Pour des articles plus généraux, voir Climat de la Bretagne et Climat du Morbihan.
En 2010, le climat de la commune est de type climat océanique altéré, selon une étude du CNRS s'appuyant sur une série de données couvrant la période 1971-2000. En 2020, Météo-France publie une typologie des climats de la France métropolitaine dans laquelle la commune est exposée à un climat océanique et est dans la région climatique  Bretagne orientale et méridionale, Pays nantais, Vendée, caractérisée par une faible pluviométrie en été et une bonne insolation. Parallèlement l'observatoire de l'environnement en Bretagne publie en 2020 un zonage climatique de la région Bretagne, s'appuyant sur des données de Météo-France de 2009. La commune est, selon ce zonage, dans la zone « Intérieur Est », avec des hivers frais, des étés chauds et des pluies modérées.  
Pour la période 1971-2000, la température annuelle moyenne est de 11,4 °C, avec une amplitude thermique annuelle de 12,5 °C. Le cumul annuel moyen de précipitations est de 784 mm, avec 12,8 jours de précipitations en janvier et 6,3 jours en juillet. Pour la période 1991-2020, la température moyenne annuelle observée sur la station météorologique la plus proche, située sur la commune de Merdrignac à 13 km à vol d'oiseau, est de 11,7 °C et le cumul annuel moyen de précipitations est de 905,0 mm,. Pour l'avenir, les paramètres climatiques de la commune estimés pour 2050 selon différents scénarios d'émission de gaz à effet de serre sont consultables sur un site dédié publié par Météo-France en novembre 2022.

## Urbanisme

### Typologie
Au 1er janvier 2024, Évriguet est catégorisée commune rurale à habitat dispersé, selon la nouvelle grille communale de densité à sept niveaux définie par l'Insee en 2022.
Elle est située hors unité urbaine et hors attraction des villes,.

### Occupation des sols
L'occupation des sols de la commune, telle qu'elle ressort de la base de données européenne d’occupation biophysique des sols Corine Land Cover (CLC), est marquée par l'importance des territoires agricoles (87,6 % en 2018), une proportion identique à celle de 1990 (87,6 %). La répartition détaillée en 2018 est la suivante : 
terres arables (70,9 %), zones agricoles hétérogènes (9 %), prairies (7,6 %), zones urbanisées (7,4 %), forêts (5,1 %). L'évolution de l’occupation des sols de la commune et de ses infrastructures peut être observée sur les différentes représentations cartographiques du territoire : la carte de Cassini (XVIIIe siècle), la carte d'état-major (1820-1866) et les cartes ou photos aériennes de l'IGN pour la période actuelle (1950 à aujourd'hui).

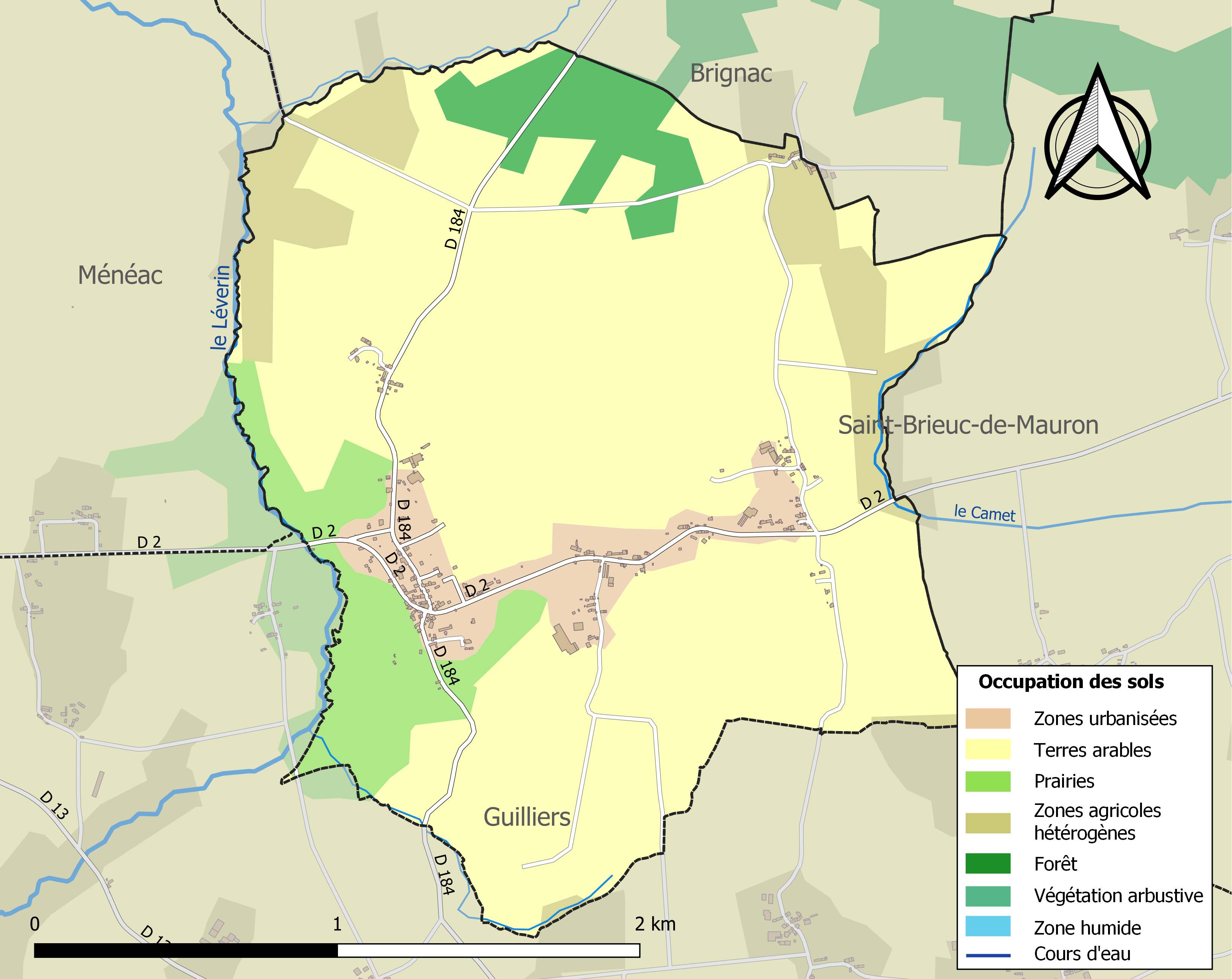
Carte des infrastructures et de l'occupation des sols de la commune en 2018 (CLC).

## Toponymie
Le nom de la localité est mentionné sous les formes Evriguet en 1793 ; Évrignet en 1801.
Évriguet brille par son absence dans les manuscrits, cartulaires et autres parchemins[réf. nécessaire]. Une forme ancienne attestée au XVIIe siècle est identique à la forme actuelle. L'étymologie est incertaine, parmi les possibilités évoquées : -eburo (« if » en celtique continental) ou le nom de santez Berc'hed (Brigitte) ou de saint Iguer.
Évriguet est aussi le nom du ruisseau qui arrose Ménéac. Il est aussi connu sous le nom de « Ruisseau du Verger » ou « Ruisseau du Guérand »; c'est un affluent du Léverin.
Evridjè en gallo.
La forme bretonne proposée par l'Office public de la langue bretonne est Evriged.

## Histoire

### LeXIXesiècle
En 1866, une épidémie de variole fit 64 malades et provoqua 14 décès à Évriguet.

## Politique et administration
| Période                                  | Période      | Identité               | Étiquette | Qualité                       |
| ---------------------------------------- | ------------ | ---------------------- | --------- | ----------------------------- |
| 1971                                     | 1985 (décès) | René Marcadé           |           |                               |
| novembre 1985                            | 2014         | Loïc Marcadé           |           | fils du précédent             |
| 2014                                     | 28 mai 2020  | Jean-Claude Corvaisier |           | Retraité                      |
| 28 mai 2020                              | En cours     | Sophie Coutan          |           | Employée à la CAF du Morbihan |
| Les données manquantes sont à compléter. |              |                        |           |                               |

## Démographie
L'évolution du nombre d'habitants est connue à travers les recensements de la population effectués dans la commune depuis 1793. Pour les communes de moins de 10 000 habitants, une enquête de recensement portant sur toute la population est réalisée tous les cinq ans, les populations de référence des années intermédiaires étant quant à elles estimées par interpolation ou extrapolation. Pour la commune, le premier recensement exhaustif entrant dans le cadre du nouveau dispositif a été réalisé en 2004.

En 2022, la commune comptait 210 habitants, en évolution de +22,81 % par rapport à 2016 (Morbihan : +3,82 %, France hors Mayotte : +2,11 %).
| 1793 | 1800 | 1806 | 1821 | 1831 | 1836 | 1841 | 1846 | 1851 |
| ---- | ---- | ---- | ---- | ---- | ---- | ---- | ---- | ---- |
| 319  | 211  | 275  | 223  | 302  | 318  | 324  | 333  | 330  |

| 1856 | 1861 | 1866 | 1872 | 1876 | 1881 | 1886 | 1891 | 1896 |
| ---- | ---- | ---- | ---- | ---- | ---- | ---- | ---- | ---- |
| 316  | 326  | 341  | 331  | 360  | 325  | 317  | 326  | 337  |

| 1901 | 1906 | 1911 | 1921 | 1926 | 1931 | 1936 | 1946 | 1954 |
| ---- | ---- | ---- | ---- | ---- | ---- | ---- | ---- | ---- |
| 351  | 353  | 341  | 344  | 328  | 337  | 339  | 312  | 285  |

| 1962 | 1968 | 1975 | 1982 | 1990 | 1999 | 2004 | 2006 | 2009 |
| ---- | ---- | ---- | ---- | ---- | ---- | ---- | ---- | ---- |
| 290  | 271  | 219  | 182  | 192  | 187  | 191  | 186  | 177  |

| 2014 | 2019 | 2022 | - | - | - | - | - | - |
| ---- | ---- | ---- | - | - | - | - | - | - |
| 169  | 199  | 210  | - | - | - | - | - | - |

## Culture locale et patrimoine

### Lieux et monuments
- Église Saint-Méen.

### Héraldique
|  | Les armoiries d'Évriguet se blasonnent ainsi : De gueules à l’écusson abaissé d’argent chargé de trois mouchetures d’hermine de sable et surmonté de l’inscription « Evriguet » en lettres de sable. |